# 小山上
小山上（しょうせんじょう）は、649年から685年まで日本で用いられた冠位である。664年までは19階中13位で上は大山下、下は小山下。664年以降は26階中16位で下が小山中になった。

## 概要
大化5年（649年）2月の冠位十九階で導入された。前の13階制の小青が小山上と小山下に分割されたうちの一つである。
天智天皇3年（664年）2月9日の冠位二十六階の制で小山中が新設され、小山は小山上・小山中・小山下の3階になった。
天武天皇14年（685年）1月21日の冠位四十八階で冠位の命名方法が一新したときに、廃止された。

## 叙位された人物
『日本書紀』に小山上の冠位で記された人物としては、まず白雉4年（653年）の遣唐使の大使吉士長丹がいる。彼は翌年帰国し、唐国天子に奉対して文書宝物を持ち帰った功績により小花下になった。副使の吉士駒は小乙上だったが、帰国後に小山上になった。
百舌鳥土師土徳は、 白雉5年（654年）に崩御した孝徳天皇の殯宮のことを管理した。
天智天皇10年（671年）1月、亡命百済人に一斉に冠位を授けたとき、達率の徳頂上、吉大尚、許率母、角福牟が小山上になった。
『常陸国風土記』には、小山上の物部河内が白雉4年（653年）に信太郡の新設に携ったとある。
- 吉士長丹 - 白雉4年（653年）5月12日見 - 7月まで。遣大唐大使。帰国後小花下。
- 吉士駒 - 白雉4年（653年）7月叙位。小乙上として遣大唐副使、帰国後昇叙。
- 物部河内 - 白雉4年（653年）見。
- 百舌鳥土師土徳 - 白雉5年（654年）10月10日見。孝徳天皇の殯宮事務。
- 徳頂上 - 天智天皇10年（671年）1月叙位。亡命百済人。達率。薬に通じる。
- 吉大尚 - 天智天皇10年（671年）1月叙位。亡命百済人。薬に通じる。
- 許率母 - 天智天皇10年（671年）1月叙位。亡命百済人。五経に通じる。
- 角福牟 - 天智天皇10年（671年）1月叙位。亡命百済人。陰陽に通じる。

## 木簡に記された冠位
1975年度の飛鳥京跡第51次調査で出土した木簡の中に、「小山上」と記されたものがあった。一緒に出た「大花下」の冠位の存続期間から、649年から664年までの間に書かれたと推定される。